# Arie Johannes Lamme
Arie Johannes Lamme (Dordrecht, 27 september 1812 - Berg en Dal, 25 februari 1900) was een Nederlandse schilder, kunsthandelaar en museumdirecteur.

## Leven en werk
Lamme was een zoon van de schilder en kunsthandelaar Arnoldus Lamme (1771-1856) en Johanna Catharina André. Hij trouwde in 1835 met Adriana van Gelderen.
Hij was een leerling van zijn vader en later zijn neven Ary en Henry Scheffer in Parijs. Hij schilderde genrestukken en met name onderwerpen uit de vaderlandse geschiedenis. Hij maakte daarnaast ook etsen en litho's. In 1845 won hij in Parijs voor een van zijn interieurs een gouden medaille. Lamme en zijn vader taxeerden vanaf 1847 voor de gemeente Rotterdam de schilderijen die Frans Jacob Otto Boijmans had gelegateerd. In 1849 werd hij de eerste directeur van het Museum Boijmans. Hij was betrokken bij de totstandkoming van Museum Fodor en werd voor zijn verdiensten benoemd tot honorair bestuurslid van dat museum. Hij werd in 1863 door koning Willem III benoemd tot ridder in de Orde van de Eikenkroon. Hij kreeg, op eigen verzoek, in 1870 eervol ontslag als directeur van Boijmans en werd opgevolgd door zijn zoon Dirk Arie Lamme. Als dank voor zijn verdiensten kreeg hij de titel directeur honorair.
In 1869 had Lamme het landgoed Dalhof in Berg en Dal gekocht, waar hij zich na zijn ontslag vestigde. Hij overleed daar in 1900, op 87-jarige leeftijd.

## Werk in openbare collecties
- Rijksmuseum Amsterdam
- Dordrechts Museum
- Boijmans van Beuningen

- Biografisch Portaal: 03282171
- Digitale Bibliotheek voor de Nederlandse Letteren: lamm010
- Gemeinsame Normdatei: 116654058
- International Standard Name Identifier: 0000 0000 6678 8276
- Library of Congress Control Number: nr2004024908
- Nederlandse Thesaurus van Auteursnamen: 070104980
- RKD-Nederlands Instituut voor Kunstgeschiedenis: 47656
- Union List of Artist Names: 500003447
- Virtual International Authority File: 74608916
- WorldCat: E39PBJcRf47G6QMMKDMXYMmDbd